# Recaș
Recaș ontving in april 2004 stadstatus, en is daarmee, hoewel de nederzetting op zich al veel ouder is, een van de nieuwste steden van Roemenië. In de tijd van de Oostenrijks-Hongaarse dubbelmonarchie heette de stad Temereskas.
De stad ligt in het westen van Roemenië, in de regio Banaat, en behoort tot het district Timiș. Recaș heeft 8560 inwoners waarvan er 78% boven de 60 jaar is.

## Geografie
Recaș heeft een oppervlakte van 22.988 ha, waarvan circa 1500 ha uit bos bestaat.
Nabije plaatsen zijn Izvin, Bazoș, Petrovaselo, Herneacova, Stanciova en Nadăș.
Recaș heeft een station en is bovendien te bereiken via de Europese weg E70 vanaf Timișoara en Boekarest. Op 20 km afstand ligt het internationale vliegveld van Timișoara waar vliegtuigen uit Duitsland, Oostenrijk, Italië, Hongarije, Spanje, Griekenland en Moldavië komen.

## Cultuur
Er is een cultuurhuis in Recaș, een bibliotheek (met 15.000 boeken, het dubbele van het inwonertal), een museum (over geschiedenis, etnografie, kunst en sport) en een school met 1250 leerlingen. Ook zijn er katholieke en oosters-orthodoxe kerken. Ieder jaar vinden er culturele en traditionele gebeurtenissen plaats, waaronder ook Servische en Duitse.
In Recaș is ook een wijnwinkel en wijnproeverij, genaamd Cramele Recaș.

## Bevolkingsgroepen
De meerderheid bestaat uit Roemenen en minderheden zijn Hongaren, Serven, Kroaten, Duitsers en Roma's. Daarom wordt er in Recaș, op Roemeens na, vooral Hongaars, Servisch, Kroatisch en Duits gesproken. Ook wordt er als tweede taal Frans en Engels gesproken.